# エッフェルトリヒ
エッフェルトリヒ (ドイツ語: Effeltrich) は、ドイツ連邦共和国バイエルン州オーバーフランケン行政管区のフォルヒハイム郡に属す町村（以下、本項では便宜上「町」と記述する）で、エッフェルトリヒ行政共同体の本部所在地である。

## 地理

### 位置
この自治体はニュルンベルクの北約20kmに位置する。エッフェルトリヒには、かつては独立した自治体であったガイガンツが含まれる。この地区は、エッフェルトリヒの中心から約3km北東に位置する（人口約450人）。

### 自治体の構成
この町は、公式には2つの集落からなる。
- エッフェルトリヒ
- ガイガンツ

## 歴史
"Effeltrich" という名は、「リンゴ (Apfel)の木がたくさんある村」を意味する "Apfelreich"に由来する。この町は、1174年に初めて文献上で言及されているが、初めて文献に記録されたときから果樹栽培について記されており、昔から町の主要な財源であった事が分かる。現在でも果樹園や園芸用の樹木園が、この町の風景を形作っている。1433年には、エッフェルトリヒの礼拝堂について文献に記録されている。この町は、1802年の世俗化までバンベルク司教領に属したが、その後バイエルン領となった。

## 行政

### 議会
エッフェルトリヒの議会は、首長を含む15議席で構成される。

### 紋章
図柄: 赤地に、銀色の壁で接続された銀色の尖頂屋根の円塔。その上に葉と枝がついた金のリンゴ。

## 文化と見所

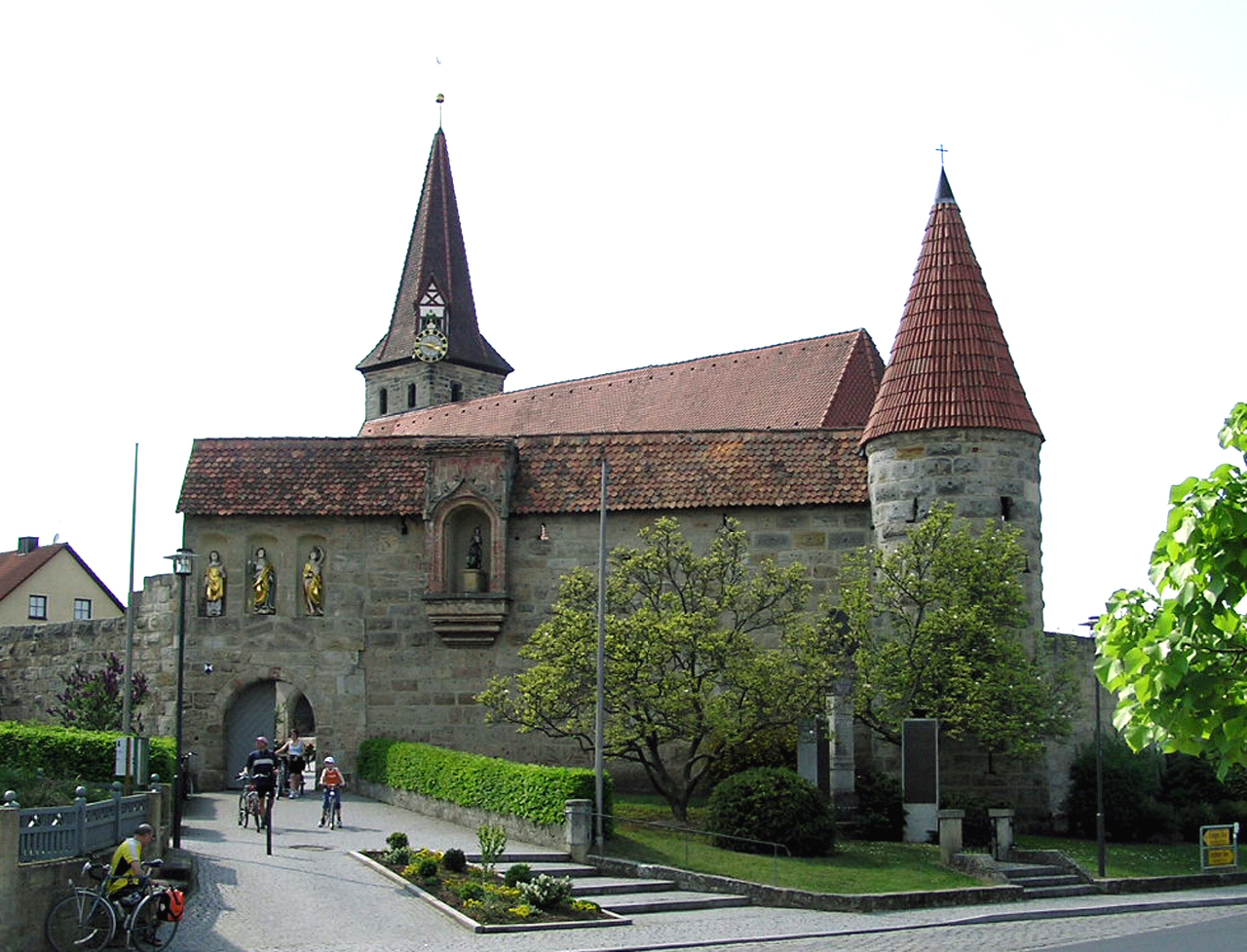
エッフェルトリヒに遺る自衛教会、聖ゲオルク教会

### 建造物
- 自衛教会聖ゲオルク教会

### 年中行事
エッフェルトリヒは、伝統衣装と風習が保存されていることで知られている。
- 謝肉祭の日曜日に行われる「冬払い」の行事
- 復活祭の月曜日に行われる聖ゲオルク行列
- 7月の第2または第3日曜日に行われる教会祭

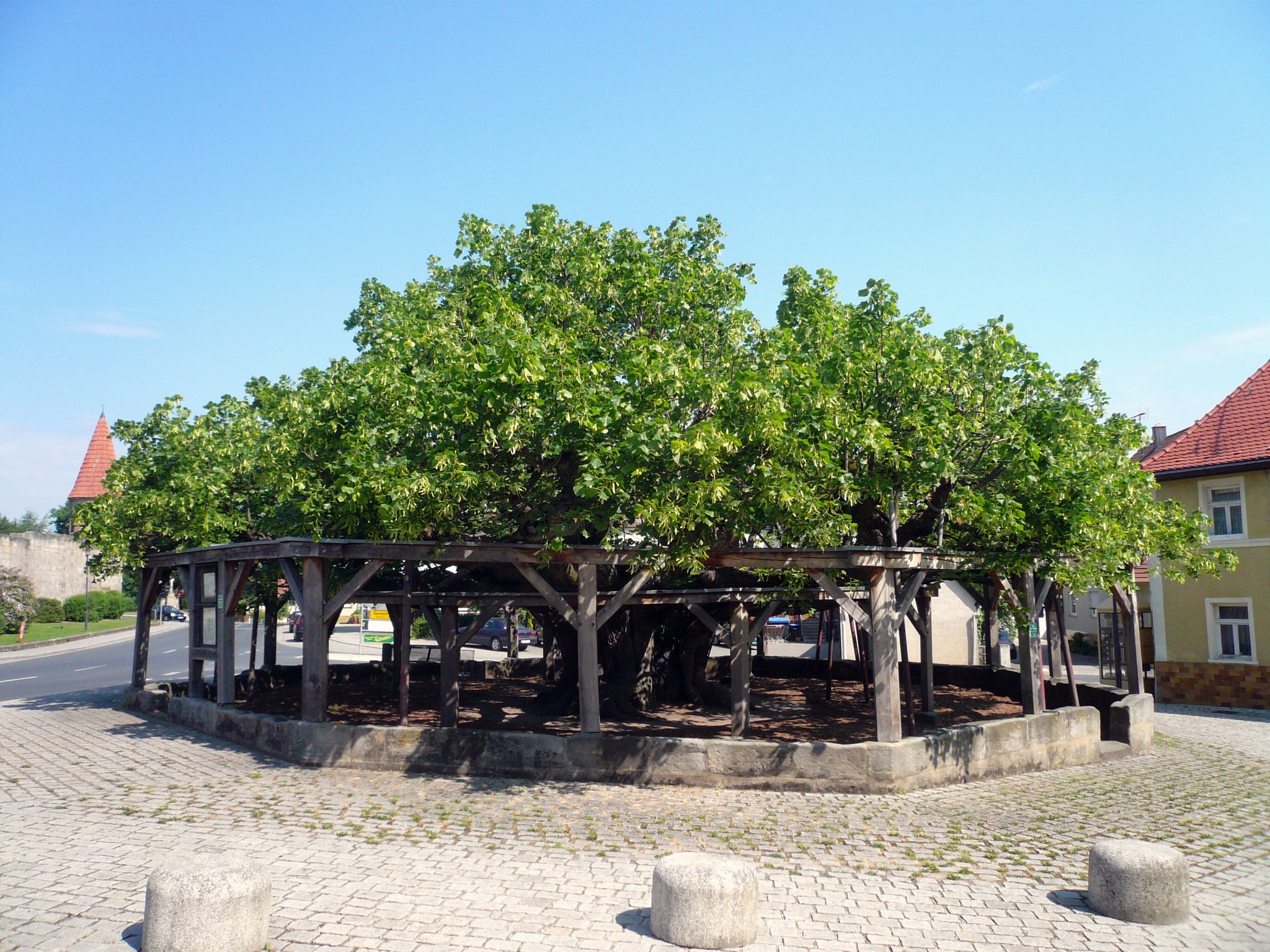
千年菩提樹

### 自然
エッフェルトリヒは、ドルフ広場の "Tanzlinde" （千年菩提樹）と呼ばれるナツボダイジュの木でも知られている。

## 人口
1. ↑  https://www.statistikdaten.bayern.de/genesis/online?operation=result&code=12411-003r&leerzeilen=false&language=de Genesis-Online-Datenbank des Bayerischen Landesamtes für Statistik Tabelle 12411-003r Fortschreibung des Bevölkerungsstandes: Gemeinden, Stichtag (Einwohnerzahlen auf Grundlage des Zensus 2011)
2. ↑  Bayerische Landesbibliothek Online